# Прелестни създания
„Прелестни създания“ (на английски: Beautiful Creatures) е американски романтичен готически фентъзи филм от 2013 г., по сценарий и режисура на Ричард Лагравенезе, базиран на едноименния роман, написан от Ками Гарсия и Маргарет Стоъл през 2009 г. Във филма участват Алис Енгерт, Алдън Еренрайх, Джеръми Айрънс, Вайола Дейвис, Еми Росъм, Томас Ман и Ема Томпсън.
Премиерата на филма е в Съединените щати на 14 февруари 2013 г. от „Уорнър Брос Пикчърс“.